# Lara Alcázar Miranda
Lara Alcázar Miranda   (Samartín del Rei Aurelio, 22 d'octubre de 1992) és una fotògrafa i activista feminista espanyola, líder del grup Femen a Espanya des de maig de 2013.

## Biografia
Va cursar estudis d'Història de l'Art a la Universitat d'Oviedo. Es considera feminista des dels 16 anys d'edat i ha participat en altres moviments feministes i estudiantils, com el PCA (Partit Comunista d'Astúries), la UHP (Unió d'Historiadors Progressistes), CSOA La Madreña, i Milenta Muyeres i Milenta. Va decidir unir-se a Femen per sentir que el treball de grup representava el que ella desitjava fer com a activista.
Per Alcázar Miranda,"les dones tenen moltes àrees per les quals lluitar, com el empoderament econòmic, la igualtat salarial i la fi de la violència de gènere, entre molts altres. Va establir contacte amb Inna Xevtxenko, de Femen International, per manifestar-li el seu interès en crear la branca espanyola del grup, després d'haver participat en actes de suport per Amina Tyler, activista d'origen tunisià que va ser segrestada per la seva pròpia família després de publicar a les xarxes socials una foto en la qual es mostrava seminua, amb un llibre i una cigarreta.
És considerada la cara de Femen, que va muntar amb l'ajuda d'Indira, una activista animalista d'Algesires (Cadis) que actualment no forma part del grup.

Alcázar Miranda afirma tenir el recolzament de la seva família i considera que les protestes a tors nu "posa en tensió al les normes de l'ordre i el sistema patriarcal".
| «                                                        | La nuesa, a banda de reivindicar un model de dona lliure, independent i activa, evidencia la dobre vara de mesurar respecte l'home. Perquè, des d'una òptica patriarcal, només s'accepta que mostrem els pits durant la lactància. I si no és en aquest context, se'ns acusa de ser dolentes i atrevides. | » |
| — Lara Alcázar Miranda, 24 de febrer de 2021, La Directa | |   |

Periòdicament FEMEN Espanya organitza jornades de benvinguda, entrenament i formació a noves activistes.

### Fotografia
Alcázar Miranda també és fotògrafa i les seves obres les signa com Lara A. Miranda. Ha mostrat el seu treball en exposicions individuals i col·lectives a Gijón, Lleó, Madrid i Oviedo. Ha treballat i publicat com a fotògrafa en diaris com La Vanguardia i el Diari Ara.
Així mateix, és firma habitual al web Tribuna Feminista, publica periòdicament en el seu propi bloc del Huffington Post Arxivat 2018-07-02 a Wayback Machine., i a la revista crítica asturiana El Soma Arxivat 2019-01-02 a Wayback Machine. .
Ha participat també en la redacció i publicació de dos dels títols de FEMEN, "Manifest FEMEN" i "Rebelión".

## Activisme

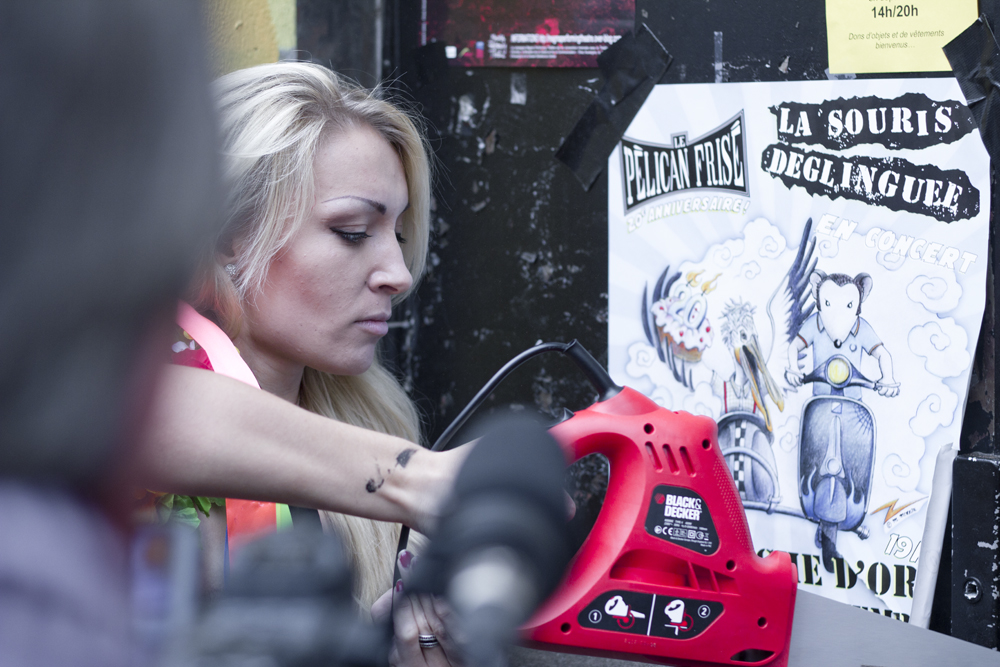
Inna Xevtxenko, la representant de Femen a París, a qui Alcàsser Miranda va contactar per iniciar les activitats del grup a Espanya.

La primera protesta de Femen que Alcázar Miranda va liderar va ser al juny de 2013, un mes després de la conformació del grup. Va ser una manifestació a favor de les activistes de Femen processades a Tunísia a la mateixa hora en què el procés s'iniciava. A la manifestació van participar les fins llavors primeres tres integrants del grup, encara que entre elles no es trobava la segona fundadora del moviment a Espanya, Indira.
El 9 d'octubre de 2013, Alcázar Miranda i altres dues activistes internacionals (Inna Xevtxenko i Pauline Hillier) van protagonitzar l'acció amb més impacte de Femen a Espanya, quan van entrar al Congrés dels Diputats i protestar contra la reforma de la llei de l'avortament del Ministre de Justícia Alberto Ruíz Gallardón al crit de "Avortament és sagrat".
Altres accions de ressò mediàtic d'Alcázar Miranda són el llançament de calces plenes de sang a Rouco Varela, l'enfrontament amb manifestants contraris a l'avortament o la pintada sobre la creu de cementiri de Paracuellos de Jarama contra la celebració de l' 20-N.
Alcázar Miranda ha dut a terme protestes en altres països europeus com Suècia o França.
Al juliol de 2015, va anar a Rabat per tal de realitzar una protesta al Marroc pels drets LGTBI. No obstant això, aquest viatge li va suposar ser interceptada pels serveis policials marroquins amb l'objectiu d'impedir la protesta. Va romandre per més de sis hores detinguda després de ser interrogada i investigada per la policia. Alcázar Miranda afirma no haver acudit a la policia o l'Ambaixada per assegurar que l'acció pogués realitzar-se igualment per altres companyes estrangeres, que finalment ho van aconseguir aquest mateix cap de setmana.